# Eladia Blázquez
Eladia Blázquez (24 tháng 2 năm 1931, Avellaneda, Buenos Aires - 31 tháng 8 năm 2005) là một ca sĩ và nhà soạn nhạc tango người Argentina. El corazón al sur được coi là bản tango phổ biến nhất của bà.

## Tiểu sử
Sinh ra trong một gia đình nghèo của những người nhập cư Tây Ban Nha (mẹ từ Granada, Andalucia và cha từ Salamanca) đến Argentina, Eladia được sinh ra ở Gerli, (Buenos Aires). Năm 1970, bà thu âm bài tango đầu tiên của mình, và chiến đấu chống lại tinh thần 'macho' đang thống trị tango. Ngoài việc là một ca sĩ, nhà soạn nhạc và nhà thơ trữ tình, Blasquez cũng là một nghệ sĩ dương cầm và người chơi guitar.
Bà đã viết hai cuốn sách: Mi ciudad y mi gente và Buenos Aires cotidiana, và cũng có nhiều tác phẩm khác nhau cho các nghệ sĩ dân gian Argentina Ramona Galarza và Los Fronterizos. Bà được đặt tên là Hija dilecta de la ciudad de Avellaneda vào năm 1988 và công dân cần mẫn của Buenos Aires vào năm 1992.
Tương tự như vậy, các tác phẩm của bà đã được trao giải thưởng. Ngoài ra, bà bị chỉ trích bởi "người theo chủ nghĩa thuần túy" cho "sự bất thường" của bà trong các tác phẩm tango của bà.
Nlasquez sáng tác theo nhiều phong cách: âm nhạc truyền thống Tây Ban Nha, âm nhạc du dương Nam Mỹ, nhạc dân gian và tất nhiên là tango và bản ballad mà bà được biết đến nhiều nhất.